# Pyrrhae Regio
Pyrrhae Regio és una característica d'albedo a la superfície de Mart, localitzada amb el sistema de coordenades planetocèntriques a -14.83 ° latitud N i 322 ° longitud E. El nom va ser aprovat per la UAI l'any 1958 i fa referència a la regió de Pirra, dona de la mitologia grega va sobreviure a la inundació enviada per Zeus.